# Iorubaella
Iorubaella is een geslacht van uitgestorven kreeftachtigen uit de klasse van de Ostracoda (mosselkreeftjes).

## Soorten
- Iorubaella ologuni Reyment, 1963 †
- Iorubaella virgulata (Apostolescu, 1961) Carbonnel, Alzouma & Dikouma, 1990 †